# 청춘시대 (영화)
"청춘시대"는 1988년에 개봉한 대한민국의 영화이다.

## 캐스팅
- 변우민 : 철수 역
- 김소연 : 정아 역
- 안문숙 : 용숙 역
- 황건일 : 성민 역
- 양형욱 : 영호 역
- 김은희 : 미영 역
- 전운
- 정영숙
- 한은진
- 최성관
- 박부양
- 김명화
- 서승혜
- 김진경
- 신성하
- 정영국
- 엄도일
- 나갑성
- 김경란
- 신동욱
- 박예숙
- 김신명